# Петер Ерде

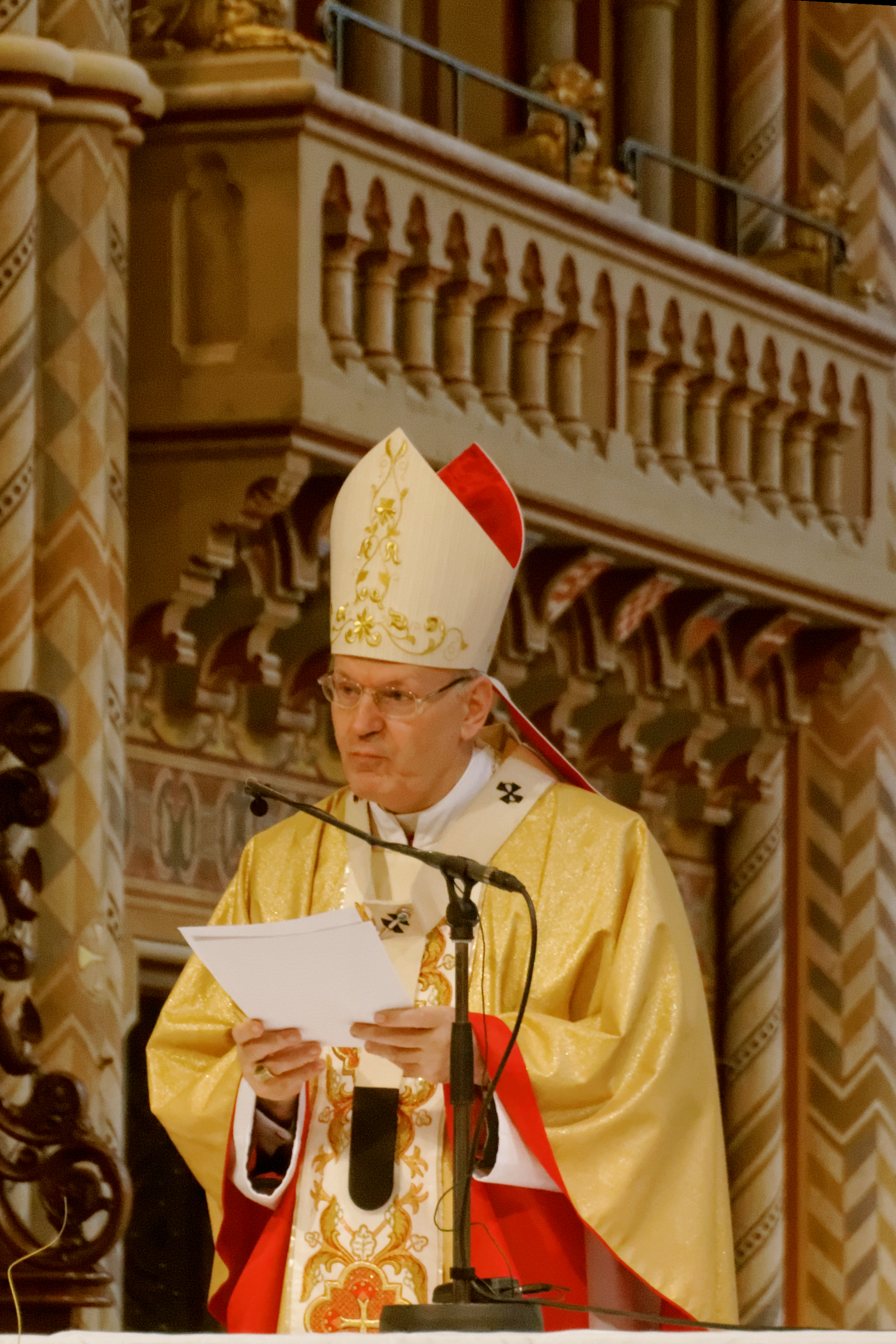
Ердо в 2013 році

Петер Ерде (угор. Erdő Péter; нар. 25 червня 1952) — угорський кардинал Католицької церкви, архієпископ Естергом-Будапешта та примас Угорщини з 2003 року.
Він був президентом Ради Єпископських Конференцій Європи (2006—2016) і генеральним референтом Третьої позачергової Генеральної Асамблеї Синоду Єпископів у Римі.
Ерде має особливу маріанську побожність до Богоматері Утіхи. Він вільно володіє англійською, італійською, французькою, латинською та рідною угорською мовами. Раніше він також звертався до вірних словацькою мовою.

## Біографія

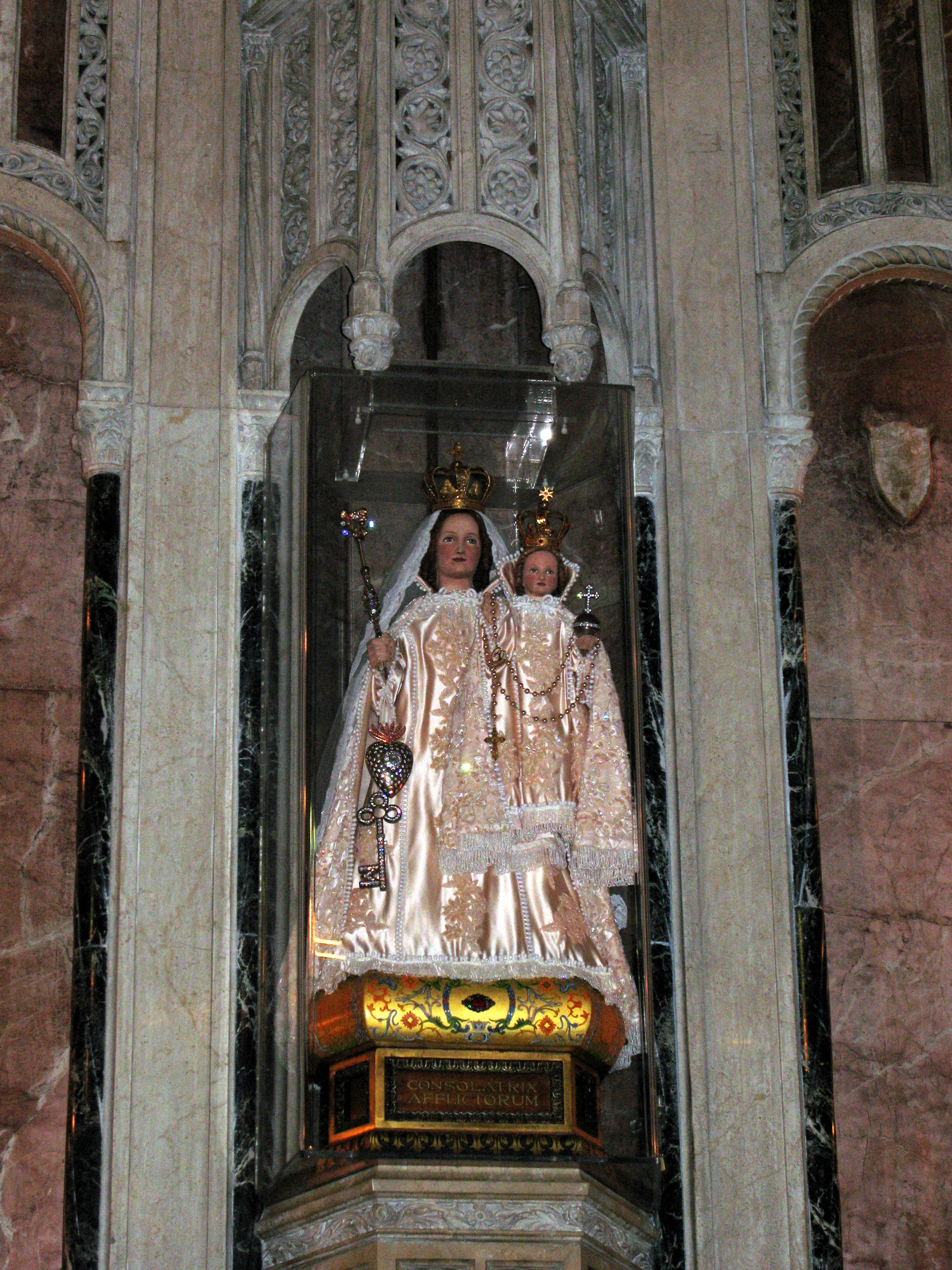
Образ Богоматері Утішення, що тримає Дитятко Ісуса

Ерде народився в Будапешті 25 червня 1952, старшим із шести дітей Шандора та Марії (уродженої Кісс) Ерде. Навчався в семінаріях Естергома та Будапешта, а також у Папському Латеранському університеті в Римі, де здобув ступінь доктора теології та канонічного права.
18 червня 1975 року Ерде був висвячений на священника архієпископом Ласло Лекаї та інкардинований в архієпархію Естергома. Він працював парафіяльним вікарієм у Дорогах, а потім продовжив навчання в Римі (1977—1980). Протягом наступних восьми років він викладав як професор богослов'я та канонічного права в Естергомській семінарії, а також читав гостьові лекції в кількох закордонних університетах. Ердьо служив в Угорській єпископській конференції як секретар Комісії канонічного права в 1986 році, а пізніше як її президент у 1999 році. У 1988 році він почав викладати богослов'я в Католицькому університеті імені Петера Пазмани, виконуючи обов'язки ректора з 1998 по 2003 рік. З 2005 р. Великий канцлер університету.
5 листопада 1999 року він був призначений єпископом-помічником Секешфегервара та титулярним єпископом Пуппі. Він отримав свою єпископське свячення 6 січня 2000 року від Папи Римського Івана Павла ІІ разом з архієпископами Джованні Баттістою Ре та Марчелло Заго, OMI, які виступали співсвятителями. Ерде був призначений архієпископом Естергом-Будапешт 7 грудня 2002 року, який носить титул Примаса Угорщини. Ерде став членом-кореспондентом Угорської академії наук у 2007 році та дійсним членом у 2013 році. У 2011 році здобув ступінь почесного доктора Університету Наварри (Іспанія).

## Кардинал
Іван Павло ІІ на консисторії 21 жовтня 2003 року призначив його кардиналом-священиком Санта-Бальбіни. Він був наймолодшим членом Священної колегії до призначення Рейнхарда Маркса у 2010 році.
У вересні 2005 року Ерде був обраний на п'ятирічний термін президентства Угорської єпископської конференції та на п'ятирічний термін президентства Ради єпископських конференцій Європи в жовтні 2006 року. 17 січня 2009 року Папа Бенедикт XVI призначив його членом Папської ради з питань культури, а 29 січня 2011 року — Державним секретаріатом (Друга секція).
Ерде виступив спонсором Тринадцятого Міжнародного конгресу середньовічного канонічного права в Естергомі 3–9 серпня 2008 року. 19 жовтня 2011 року апостольська нунціатура в Перу оголосила, що він здійснить апостольську візитацію, щоб втрутитися в суперечку між Папським католицьким університетом Перу та Хуаном Луїсом Сіпріані Торном, архієпископом Ліми.
18 вересня 2012 року Ерде був призначений Папою Римським Бенедиктом XVI одним з Отців Синоду на черговій Генеральній Асамблеї Синоду Єпископів з нової євангелізації, що відбудеться у жовтні 2012 року.
14 жовтня 2013 року Папа Римський Франциск призначив Ерде генеральним ретором Третьої позачергової Генеральної асамблеї Синоду Єпископів, яка проходила з 5 по 19 жовтня 2014 року. Обрана тема: «Виклики сім'ї в контексті євангелізації». Він відновив своє призначення генеральним релятором, коли Синод знову зібрався в жовтні 2015 року У книзі 2015 року The Rigging of a Synod? Ватиканський кореспондент Едвард Пентін стверджував, що кардинал Лоренцо Балдіссері чинив тиск на Ерде, щоб той пом'якшив формулювання свого звернення до Синоду у 2014 році. У 2015 році друга промова Ерде на Синоді була описана журналістами, такими як Деміан Томпсон із The Spectator і Джон Л. Аллен молодший з Boston Globe, як більш теологічно консервативна за своїм тоном.
Як кардинал-виборник, Ерде брав участь у папських конклавах 2005 та 2013, на яких були обрані Бенедикт XVI і Франциск. Його згадували як можливого кандидата на обрання наступним Папою Римським у 2022 році, і він матиме право брати участь у наступних конклавах до 2032 року, до свого 80-річчя. Зокрема, у 2013 році його згадували як можливого кандидата на обрання Папою.
У березні 2023 року його титулярну церкву було змінено на Санта-Марія-Нуова після того, як його попередню титулярну церкву, Санта-Бальбіна, закрили через руйнування конструкції.

## Погляди

### Кардинал Міндсенті
Ерде звернувся до Генеральної прокуратури Угорщини з проханням юридично, морально та політично реабілітувати кардинала Йожефа Міндсенті, його попередника, який боровся з комуністичним режимом Угорщини та був заарештований сталінською диктатурою в країні, після чого він шукав притулку в американському посольстві в Будапешті. Офіс головного прокурора остаточно реабілітував Міндсенті у 2012 році завдяки втручанню Ерде. У 2006 році він надіслав лист подяки президенту США Джорджу Бушу до 50-ї річниці примусового арешту кардинала Міндсенті за політичну підтримку, яку американці надали Міндсенті в той час.

### Розлучені та повторно одружені католики
Під час прес-конференції у Ватикані в жовтні 2014 року Ерде висловив опозицію проти ідеї дозволити розлученим і повторно одруженим католикам приймати Святе Причастя.

### Мігранти
Під час європейської міграційної кризи 2015 року Ерде заявив, що прийом біженців означав би торгівлю людьми.

### Роми
Ерде писав про особливі соціально-економічні умови ромського народу і відкрито замислювався над тим, як правильно їх євангелізувати.

### Церква в Угорщині
Ерде зосередився на потребі Угорщини відновити свою віру та надію, відзначаючи опівнічну месу в базиліці Святого Стефана в Будапешті, щоб відзначити Різдво.